# Rouleau suspendu

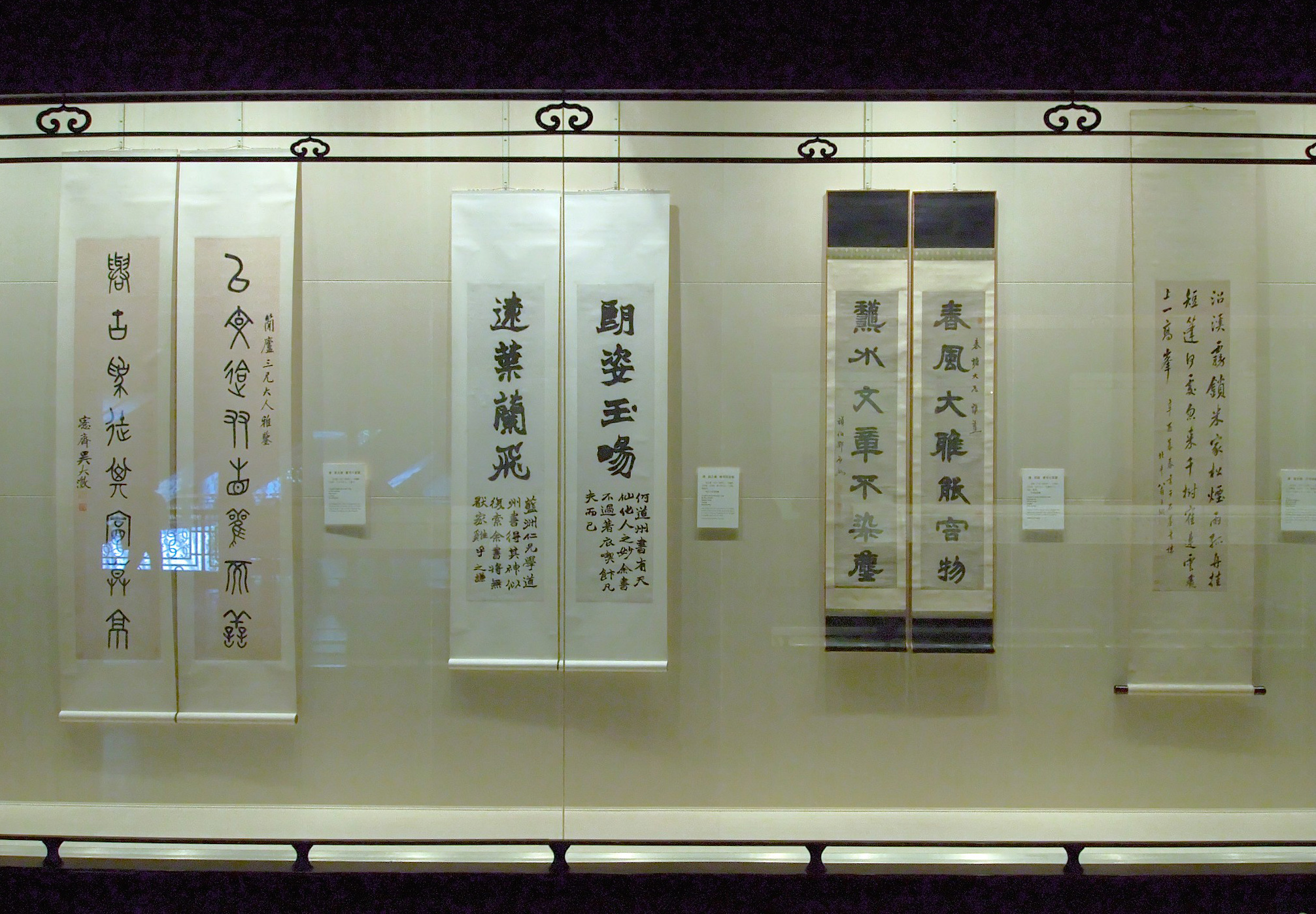
Exposition de rouleaux suspendus chinois à Shanghai

Un rouleau suspendu (chinois traditionnel : 立軸 ; chinois simplifié : 立轴 ; pinyin : lìzhóu; aussi appelé 轴 / 軸, zhóu ou 掛軸 / 挂轴, guàzhóu) est une des nombreuses façons d'exposer la peinture et la calligraphie chinoises. Cette manière de présenter l'art permet au public d'apprécier et d'évaluer l'esthétique des rouleaux dans leur intégralité. L'artisanat traditionnel impliqué dans la création d'un telle œuvre est considéré un art en soi. Les supports se répartissent en quatre familles principales, les rouleaux manuels, les rouleaux suspendus, les feuilles d'album et les paravents.
Les rouleaux suspendus sont généralement destinés à être exposés pendant de courtes périodes de temps et sont ensuite roulés pour être repliés et sécurisés pour l'entreposage,. Les rouleaux suspendus sont présentés de façon alternée selon la saison ou l'occasion, car ces œuvres ne sont jamais destinées à être exposées de façon permanente. La bordure de la surface de la peinture en papier ou en soie peut être décorée d'un brocart de soie. Dans la composition d'un rouleau suspendu, le premier plan se trouve généralement au bas du rouleau tandis que les plans moyens et lointains se trouvent respectivement au milieu et au sommet.

## Histoire
En Chine, les rouleaux suspendus, dans leur forme la plus ancienne, trouvent leur origine dans la littérature et les autres textes écrits sur des bandelettes de bambou ou de bois et des banderoles de soie,. Les premiers rouleaux suspendus au début de l'histoire de la Chine sont associés et se développent à partir de bannières de soie,,. Ces bannières sont longues et suspendues aux murs. Ces bannières de soie et ces peintures sur rouleaux se trouvent dans les tombes de Mawangdui qui remontent à la dynastie Han (206 BCE – 220 CE),. Dès l'époque de la dynastie Tang (618–907), les objectifs esthétiques et structurels pour la suspension des rouleaux sont fixés selon des règles toujours suivies à ce jour. Au début de la dynastie Song (960–1279), les rouleaux sont bien adaptés aux styles des artistes,et sont en conséquence faits de taille et de proportions différentes.

## Description

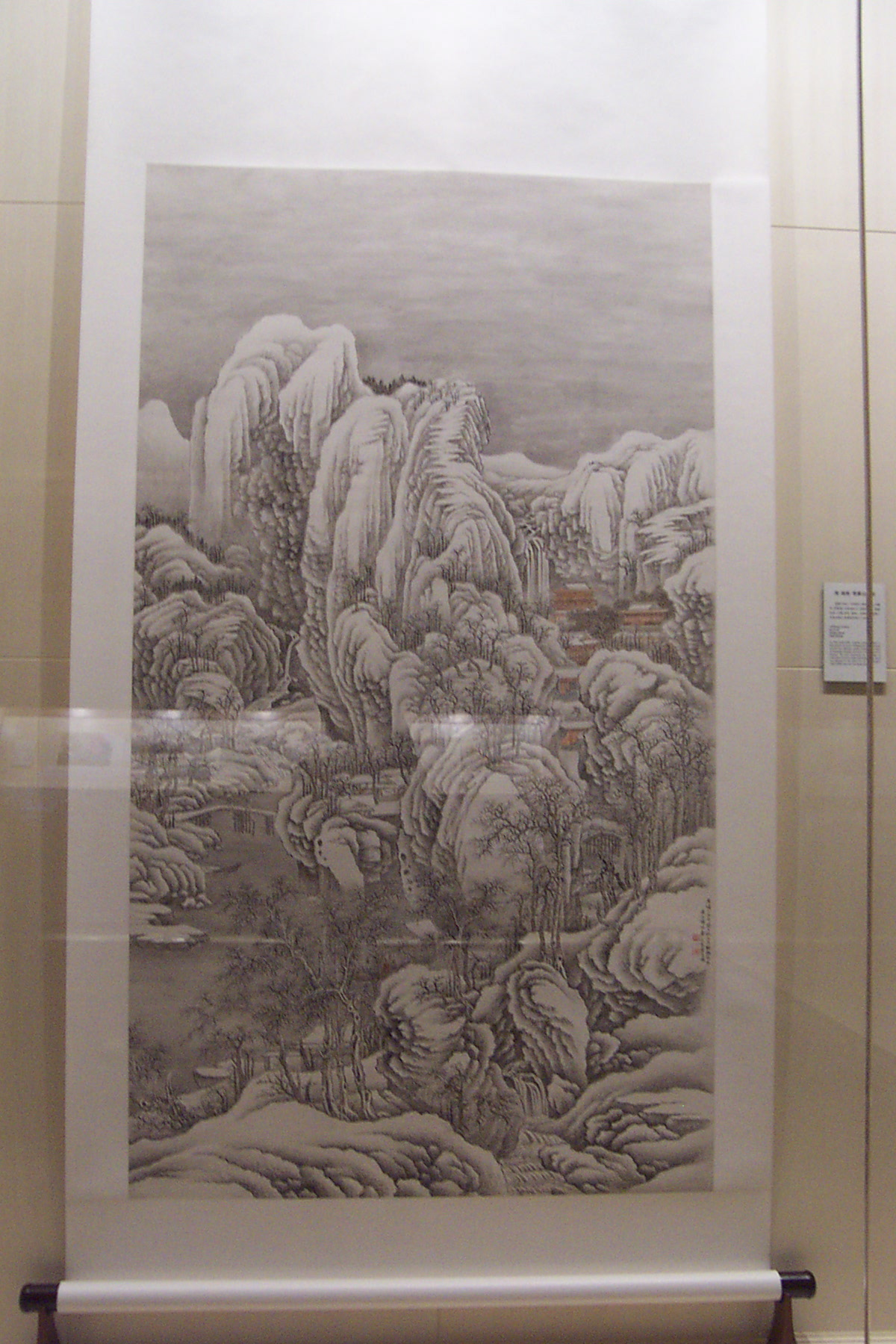
Rouleaux suspendus chinois exposés au musée de Shanghai

Le rouleau suspendu vertical offre à l'artiste un format adapté à l'exposition de ses œuvres sur un mur,. C'est un des types de rouleaux les plus habituels pour la peinture et la calligraphie chinoises. Les rouleaux suspendus au format horizontal sont une forme également fréquemment utilisée. Le rouleau suspendu est différent du rouleau manuel en ce que ce dernier est destiné à être lu ou observé à plat. Dans la peinture chinoise, le rouleau manuel long et étroit permet d'afficher une série de scènes,. Ce rouleau est destiné à être appréhendé section après section pendant son déroulement à plat sur une table, contrairement au rouleau suspendu que l'on apprécie dans son intégralité,.

## Styles de rouleaux suspendus
Il existe plusieurs types de présentation des rouleaux suspendus tels que :
- Yisebiao (一色裱, modèle à une couleur)[5].
- Ersebiao (二色裱, modèle à deux couleurs)[5].
- Sansebiao (三色裱, modèle à trois couleurs)[5].
- Xuanhezhuang (宣和裝, style Xuanhe aussi appelé 宋式裱, monture de type Song[5],[11].

Outre les modèles précédents, il existe encore quelques façons supplémentaires de suspendre les rouleaux :
- Peintures de salle (中堂畫)

Les peintures de salle sont destinées à être la pièce maîtresse de l'espace de vie. Il s'agit généralement d'un assez grand rouleau suspendu qui sert de point central dans un intérieur et dont le sujet est souvent complexe.
- Quatre rouleaux suspendus (四條屏)

Ces rouleaux suspendus se développent à partir de la peinture sur paravent. Il s'agit de plusieurs rouleaux suspendus longs et étroits généralement exposés à côté les uns des autres sur un mur, mais qui peuvent aussi être présentés indépendamment. Les thèmes sont variés tels que les fleurs des quatre saisons, les « Quatre gentilshommes » (orchidée, bambou, chrysanthème, abricotier du Japon) et les  Quatre beautés (femmes réputées pour leur beauté).
- Paravent panoramique (通景屏)

Le paravent panoramique se compose de plusieurs rouleaux suspendus qui comportent des images en continu et dont une partie se prolonge dans le rouleau qui suit. Ces rouleaux couvrent de grandes surfaces d'un mur et ne sont généralement pas espacés.
- Couplet (對聯)

Un couplet se compose de deux rouleaux suspendus placés côte à côte ou en encadrement d'un rouleau central et décorés de poésies en calligraphie verticale. Ce style devient populaire durant la dynastie Ming (1368–1644).

## Caractéristiques et matériaux

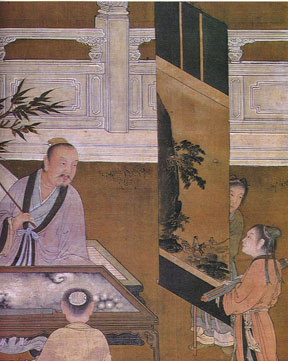
Détail d'une peinture représentant un rouleau suspendu Xuanhez huang

Les techniques chinoise de montage et de conservation constituent un artisanat traditionnel qui se serait développé il y a quelque deux mille ans. Cet artisanat est considéré comme un art en soi. Une particulière attention a toujours été portée à la qualité et la variété de la soie et du papier, pour protéger l’œuvre et l'adapter correctement à son montage car c'est celui-ci qui donne forme à l'art. Un morceau de papier ou de soie forme un liseré autour de l’œuvre.
La peinture au milieu du rouleau est appelée huaxin (畫心; littéralement « cœur peint »). Il y a parfois au-dessus de la peinture un espace appelé shitang (詩塘), habituellement réservé aux inscriptions relatives à l’œuvre. Cela va de quelques vers à des poèmes et autres inscriptions, souvent faites par d'autres personnes que l'artiste, encore qu'il est possible que des inscriptions soient portées sur le support même de la peinture. La partie supérieure du rouleau est appelée tiantou (天頭, elle symbolise « le ciel ») et la partie inférieure ditou (地頭, elle symbolise « la terre »),.
Au sommet du rouleau se trouve une fine baguette de bois appelée tiangan (天杆), à laquelle est attachée une cordelette destinée à tenir le rouleau suspendu. Deux bandes décoratives appelées jingyan (惊燕; littéralement « hirondelles effrayées »), sont parfois nouées au sommet du rouleau,. Une baguette cylindrique en bois appelée digan (地杆) se trouve en bas du rouleau afin de lui donner le poids nécessaire à un bon maintien déroulé le long du mur et sert aussi à l'enrouler pour l'entreposer quand la peinture n'est pas exposée,,,. Les deux pommeaux situés aux extrémités de la barre inférieure en bois sont appelés zhoutou (軸頭) et facilitent l'enroulement du rouleau. Ils peuvent être ornés d'une grande variété de matériaux tels que le jade, l'ivoire ou la corne.